# Luciano Chiarugi
Luciano Chiarugi (13 de janeiro de 1947 em Ponsacco, província de Pisa) é um treinador de futebol italiano e ex-jogador que jogou como atacante.

## Carreira

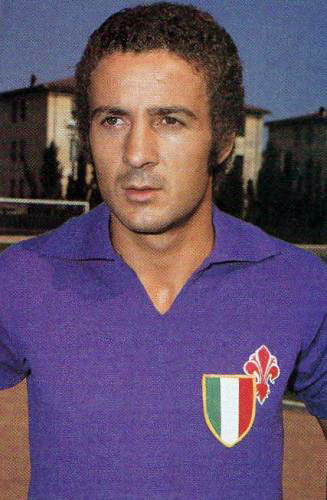
Chiarugi na Fiorentina em 1969

Chiarugi começou sua carreira profissional com a Fiorentina em 1965, ele fez parte da equipe que conquistou o título da Serie A em 1968-1969. 
Depois de sete temporadas com a viola, Chiarugi se transferiu para o Milan em 1972. Chiarugi foi fundamental para o triunfo rossoneri na Taça dos Clubes Vencedores de Taças de 1972-73, a equipe italiana ganhou a final contra o Leeds United e o gol da vitória foi dele. Chiarugi também terminou a competição como artilheiro.  
Em 1976, ele foi vendido a Napoli em uma oferta de troca com Giorgio Braglia. Ele jogou duas temporadas com a azzurri, ganhando uma Coppa Italia e uma Copa anglo-italiana. 
Ele também jogou na Serie B com a Sampdoria em 1978-79. Na temporada seguinte, Chiarugi se transferiu para o Bologna para disputar a Serie A. 
Após periodos com equipes das ligas inferiores da Itália como Rimini, Rondinella e Massese, Chiarugi se aposentou do futebol profissional em 1986.

## Carreira internacional
Chiarugi também jogou três vezes na Seleção Italiana de Futebol, sua estréia foi em 22 de novembro de 1969 em uma vitória por 3 a 0 sobre a Alemanha Oriental.

## Estilo de Jogo
Chiarugi ficou conhecido no futebol italiano por sua impetuosa natureza, ritmo e técnica, que lhe deu o apelido de Cavallo Pazzo (Cavalo Louco). Chiarugi foi um atacante rápido e altamente criativo com excelentes habilidades. Ele também era conhecido por seu estilo de jogo individualista, bem como o seu uso de fintas elaboradas para vencer adversários. 
Ele também era conhecido por seus cruzamento precisos; isso permitiu que ele jogasse como um atacante ou como um extremo em ambos os lados. 

## Após a Aposentadoria
Após sua aposentadoria como jogador em 1986, Chiarugi se juntou à equipe de treinadores do Fiorentina. Em sua carreira, ele serviu como treinador da Fiorentina três vezes. No final da temporada de 1992-93, Chiarugi substituiu Aldo Agroppi por um pequeno tempo depois que ele foi demitido por não ter conseguido salvar o clube do rebaixamento a Serie B após 54 temporadas consecutivas na Serie A.  Em fevereiro de 2001, após a demissão de Fatih Terim, Chiarugi treinou a equipe em uma partida, uma derrota por 2-1 para Bari, antes da nomeação de Roberto Mancini.  Após a demissão de Ottavio Bianchi, Chiarugi foi nomeado novamente como treinador durante a dramática temporada 2001-02, encerrada com o rebaixamento para a Serie B e o sucessivo cancelamento do clube devido a problemas financeiros. 
Em 14 de novembro de 2007, ele foi anunciado como novo treinador do Poggibonsi da Serie C2. Ele foi demitido em setembro de 2008 devido aos resultados ruins.

## Títulos

### Clubes
Fiorentina 
- Coppa Italia: 1965-66
- Mitropa Cup: 1965-66
- Serie A: 1968-69

Milan 
- Coppa Italia : 1972-73
- Taça dos Clubes Vencedores de Taças: 1972-73

Napoli 
- Copa da Liga Anglo-Italiana: 1976

### Individual
- Artilheiro da Mitropa Cup: 1971-72
- Hall da Fama da Fiorentina [5]